# Igor Kwiatkowski

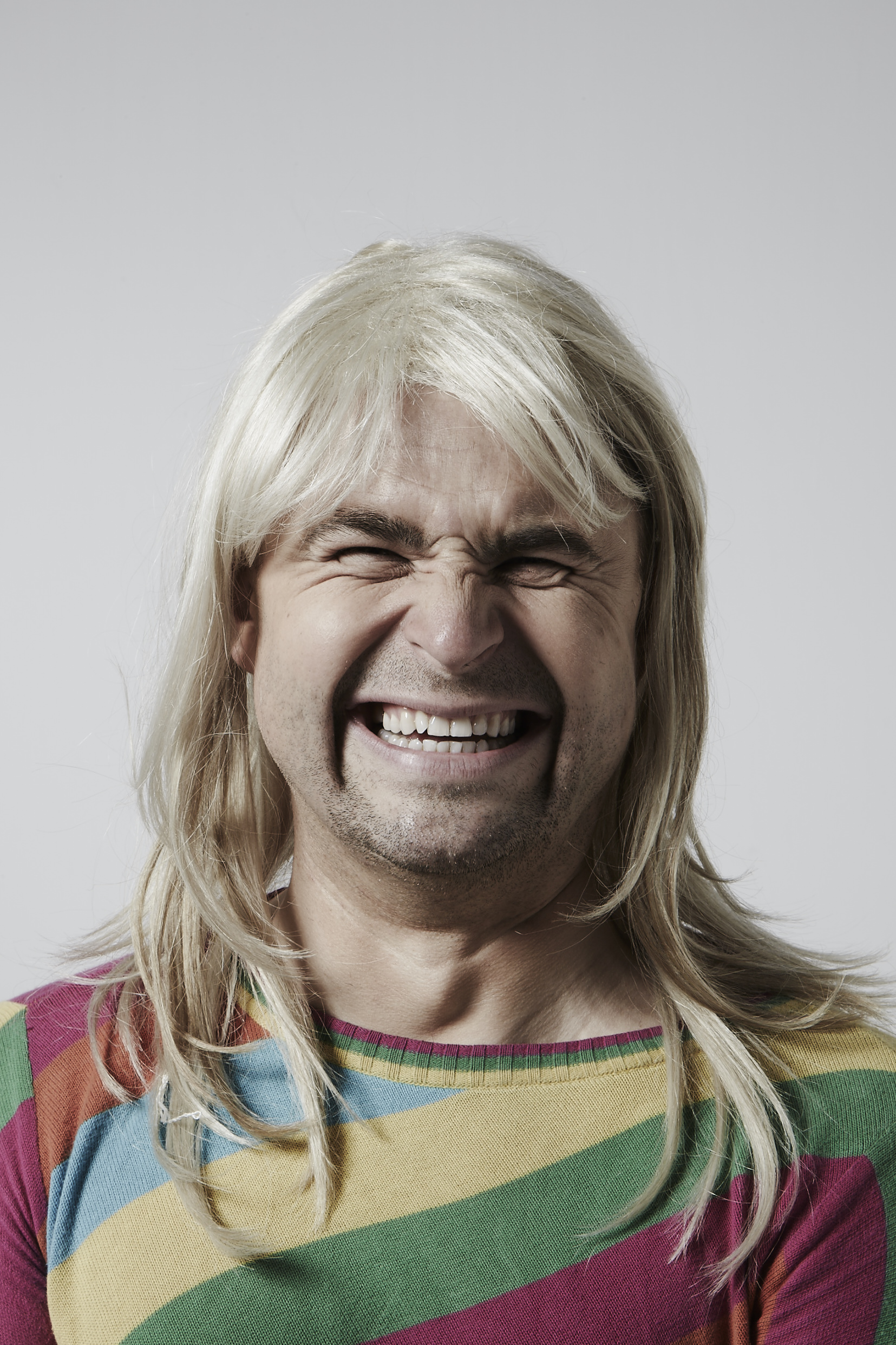
Igor Kwiatkowski jako Mariolka

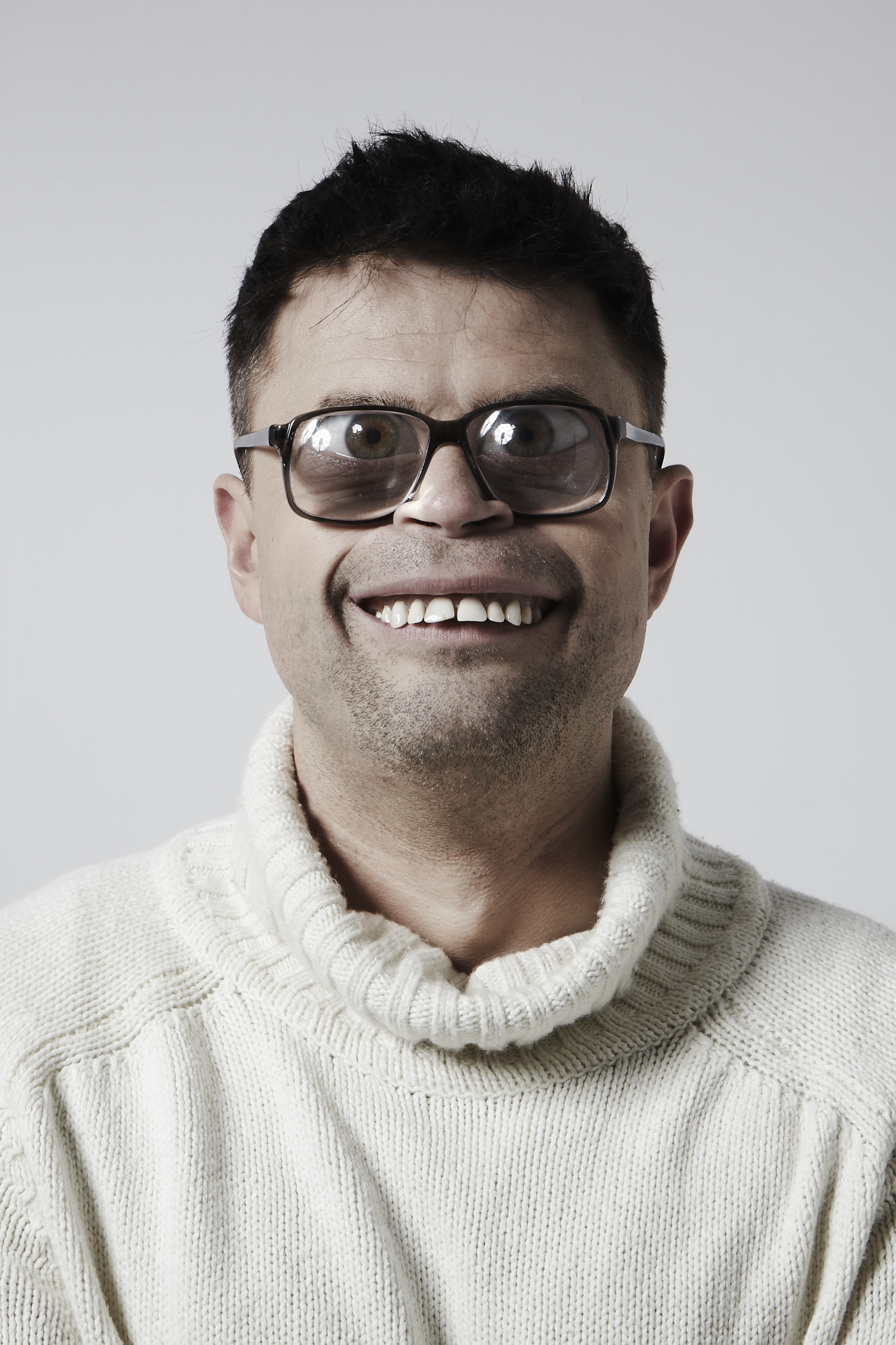
Igor Kwiatkowski jako Kryspin

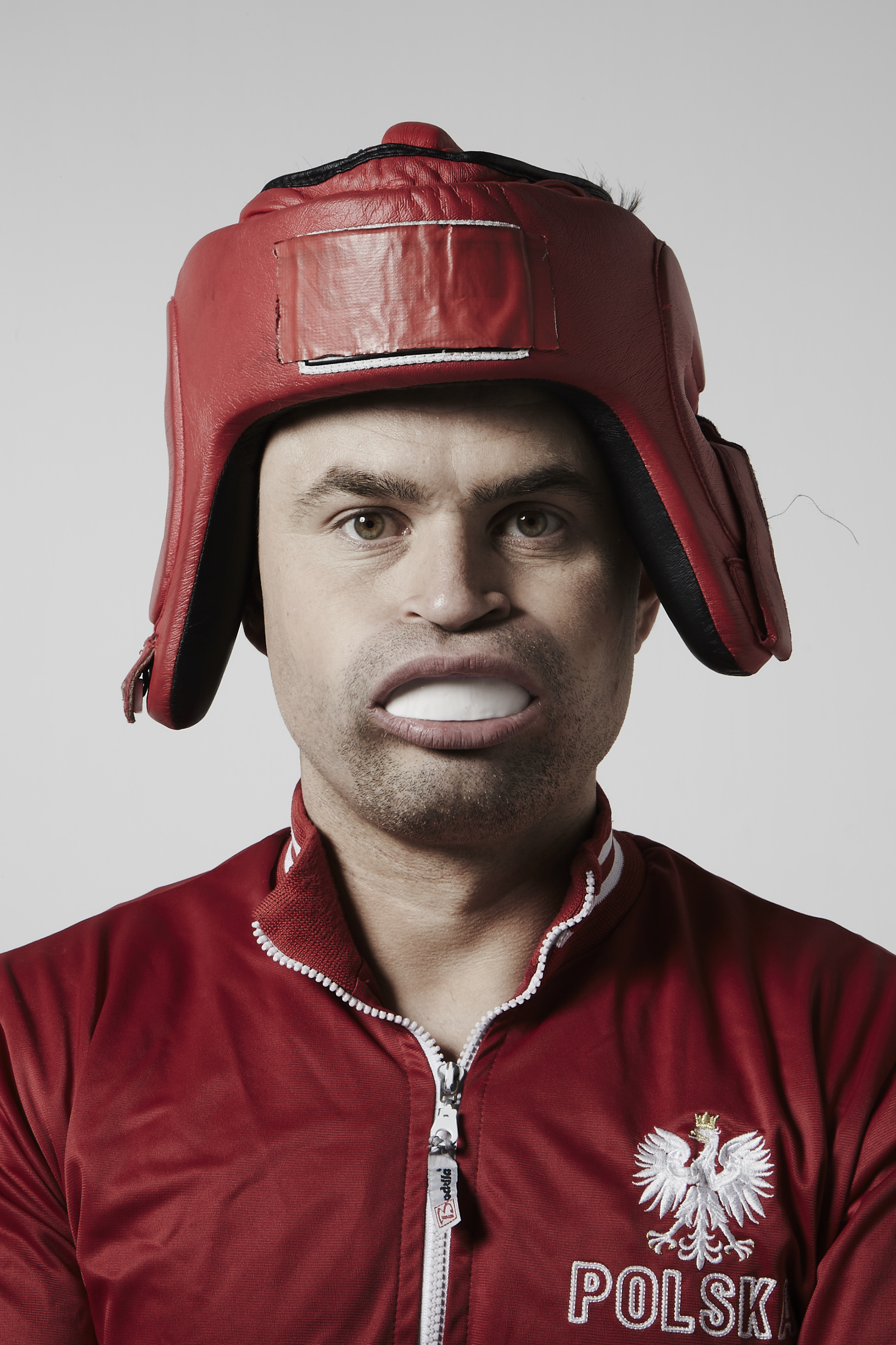
Igor Kwiatkowski jako Jacek Balcerzak

Igor Kwiatkowski (ur. 20 stycznia 1978 w Kowarach) – polski artysta kabaretowy, założyciel Kabaretu Paranienormalni, aktor.

## Kariera
Był finalistą programu telewizyjnego Debiut, w którym zajął 2. miejsce, zdobywając 30% głosów i nagrodę w postaci roli w serialu Samo życie. Z wykształcenia jest kucharzem, pracował także jako magazynier, wykładacz napojów gazowanych i alkoholowych w markecie oraz DJ rozgłośni Roxy FM. W 2004 roku wraz z Robertem Motyką i Rafałem Kadłuckim założył Kabaret Paranienormalni, w którym stworzył m.in. postać Mariolki, Kryspina i innych. Specjalizuje się również w parodiach. 18 grudnia 2017 roku odszedł z grupy Paranienormalni, aby rozpocząć solową drogę kariery. Prowadził I edycję wokalnego talent show Śpiewajmy razem. All Together Now, którego premiera miała miejsce 5 września 2018.

### Kryspin
Kryspin „Krisperson” – jedno z alter ego wymyślonych i kreowanych przez Igora Kwiatkowskiego.
Kryspin prowadzi wideoblog, na którym wrzuca krótkie filmy kręcone komórką lub innym urządzeniem nagrywającym. Nosi okulary korekcyjne z bardzo grubymi szkłami, które mocno powiększają jego oczy. Ma długie i wystające zęby (przodozgryz górny).
Kryspin ma niepełnosprawność intelektualną w stopniu lekkim połączoną z objawami ADHD. Jego najlepszy kolega Paweł twierdzi, że Kryspin jest często impulsywny i agresywny. Kryspin natomiast mówi o sobie, że jest po prostu „energiczny” i „do rany przyłóż”. Hejter – nienawidzi kabaretu Paranienormalni. Lubi zwierzęta.

### Mariolka
Jedno z pierwotnych alter ego wymyślonych i kreowanych przez Igora Kwiatkowskiego. Symbolizuje stereotypową blondynkę. W dużej mierze postać Mariolki jest oparta na barmańskich doświadczeniach Kwiatkowskiego. W odróżnieniu od prowadzącego swój wideoblog Kryspina (który szczególnie popularny jest w internecie) postać Mariolki częściej pojawia się w występach kabaretowych kabaretu Paranienormalni.

## Filmografia
- 2003: Samo życie – Radosław Malinowski, koordynator z Laboratorium Reportażu przy Uniwersytecie Warszawskim.
- 2011: Matki w mackach Marsa – Gribble (głos).
- 2016: Vaiana: Skarb oceanu – Maui (głos)
- 2021: Co w duszy gra – Dez (głos)

## Nagrody
- 2005: nagroda za osobowość sceniczną na Trybunałach Kabaretowych w Piotrkowie Trybunalskim.
- 2008: tytuł Świra w kategorii „Kabaret” za postać Mariolki.

## Życie prywatne
Ma żonę Barbarę (ur. 1974) i dwoje dzieci: Wiktora (ur. 2005) i Maję (ur. 2008).